# ロー (イタリア)
ロー（伊: Rho）は、イタリア共和国ロンバルディア州ミラノ県にある、人口約50,000人の基礎自治体（コムーネ）。
鉄道の乗り換え点として重要で、ミラノ - ノヴァーラ線とミラノ - ヴァレーゼ-ポルト・チェレージオ線が合流している。
化学と織物工業の中心地でもある。

## 地理

### 位置・広がり

#### 隣接コムーネ
隣接するコムーネは以下の通り。
- アレーゼ
- コルナレード
- ライナーテ
- ミラノ
- ペーロ
- ポリアーノ・ミラネーゼ
- プレニャーナ・ミラネーゼ
- セッティモ・ミラネーゼ

### 地震分類
イタリアの地震リスク階級 (it) では、4 に分類される
。

## 行政

### 分離集落
ローには、以下の分離集落（フラツィオーネ）がある。
- Lucernate, Mazzo, Passirana, Terrazzano, Biringhello, Castellazzo Pantanedo